# Dylan Hoogerwerf
Dylan Hoogerwerf est un patineur de vitesse sur piste courte néerlandais.

## Biographie
À neuf ans, il commence le short-track à La Haye. Dans son temps libre, il aime faire de la musique : il a déjà signé avec un label et fait des concerts sous le nom de DJ DiAge, une déformation de ses initiales.

## Carrière
En 2017, il arrive cinquième aux championnats d'Europe de patinage de vitesse sur piste courte.
À la deuxième manche de la coupe du monde de patinage de vitesse sur piste courte 2017-2018, à Dordrecht, l'équipe néerlandaise remporte la médaille d'argent du 5000 mètres relais. Il y patine aux côtés de Sjinkie Knegt, Daan Breeuwsma et Itzhak de Laat. La même équipe arrive en deuxième position à la dernière manche de la saison, en novembre 2017.